# Dominus Iesus
Dominus Iesus (español: El Señor Jesús) es una declaración de la Congregación para la Doctrina de la Fe aprobada en un encuentro plenario de la Congregación y firmado por su entonces prefecto, Joseph Ratzinger, más tarde papa Benedicto XVI, y por su entonces secretario, el arzobispo Tarcisio Bertone, posteriormente cardenal secretario de Estado. La declaración fue aprobada por el papa Juan Pablo II y publicada el 6 de agosto de 2000. Fue subtitulada “Sobre la Unicidad y Universalidad Salvífica de Jesucristo y la Iglesia”. Es conocida por su elaboración del dogma católico de que la Iglesia católica es la única Iglesia verdadera de Cristo.

## Relaciones entre la Iglesia católica y otras comunidades religiosas
El dogma católico Extra Ecclesiam Nulla Salus (“no hay salvación fuera de la Iglesia) ha sido en ocasiones interpretado como un rechazo de la salvación de los cristianos no-católicos así como de los no-cristianos, aunque la enseñanza católica ha enfatizado largamente la posibilidad de salvación para personas invenciblemente ignorantes (sin culpa propia) de la necesidad de la Iglesia católica y, por consiguiente, no culpables por faltar a la comunión con la Iglesia. En el siglo XX este enfoque inclusivo fue expresado en la condena del feeneyismo y en la declaración del Concilio Vaticano II según la cual “el plan de salvación incluye también a aquellos que reconocen al Creador”, aunque esta afirmación es ambigua y han surgido numerosas interpretaciones. Vaticano II señaló también que la salvación está disponible también para quienes nunca han escuchado de Cristo (cf. Actas 17:233) —pero que todos los que ganan la salvación lo hacen solo por la pertenencia a la Iglesia, sea que la afiliación sea por medios ordinarios (explícita) o extraordinarios (implícita)—.
Si bien la enseñanza de Lumen Gentium (“Luz de las naciones”, la Constitución Dogmática de 1964 sobre la Iglesia que resultó de Vaticano II) afirma que la Iglesia católica es “la única Iglesia de Cristo” y que “[e]sta Iglesia, constituida y organizada como una sociedad en el mundo actual, subsiste en (latín: subsistit in) la Iglesia católica”. Dominus Iesus ofrece comentarios adicionales sobre lo que significa para la Iglesia verdadera “subsistir en” la Iglesia católica. El documento observa que “[c]on la expresión subsistit in, el Concilio Vaticano II busca armonizar dos enunciados doctrinales: por un lado, que la Iglesia de Cristo, a pesar de las divisiones existentes entre los cristianos, continúa existiendo enteramente sólo en la Iglesia católica, y, por otro lado, que ‘fuera de su estructura, se pueden hallar muchos elementos de santificación y verdad’”.

### Cristianos no-católicos
El documento reserva la palabra “Iglesia” para cuerpos que han preservado “un episcopado válido y la genuina e integral substancia del misterio eucarístico”. Dichos cuerpos, que incluyen la Iglesia Ortodoxa Oriental y la Iglesia veterocatólica, “son Iglesias particulares verdaderas”, y el documento afirma que “la Iglesia de Cristo está presente y operativa también en esas Iglesias, incluso si carecen de plena comunión con la Iglesia católica, puesto que no aceptan la doctrina católica del Primado”.
El documento utiliza el término “comunidad eclesial” (del griego ecclesia, “iglesia”) en lugar de “Iglesia” para los cuerpos cristianos no nombrados en el párrafo precedente, incluyendo especialmente a los protestantes. El documento establece que, aunque tales comunidades cristianas “no son Iglesias en sentido estricto… aquellos que son bautizados en esas comunidades son, por el Bautismo, incorporados en Cristo y por tanto están en cierta comunión, si bien imperfecta, con la Iglesia”. Afirma además que estas comunidades cristianas, “aunque creemos que sufren de defectos, no han sido privadas de significación e importancia en el misterio de la salvación. Porque el espíritu de Cristo no se ha abstenido de usarlos como medios de salvación”.

### Religiones no-cristianas
El documento declara que, aunque la Iglesia cristiana es, por la voluntad de Dios, “el instrumento para la salvación de toda la humanidad”, estas creencias “no desmerecen el sincero respeto que la Iglesia tiene hacia las religiones del mundo”. No obstante, “descarta, de modo radical… un relativismo religioso que lleva a la creencia de que ‘una religión es tan buena como otra’”.
El documento continúa afirmando la posibilidad de que quienes suscriben las religiones no-cristianas pueden ser salvados, pero insiste en que el medio de salvación debe ser Cristo, y no la religión a la que esas personas suscriben: “Si bien es cierto que los seguidores de otras religiones pueden recibir la gracia divina, es también cierto que hablando objetivamente ellos están en una situación gravemente deficiente en comparación con aquellos que, en la Iglesia, tienen la plenitud de los medios de salvación”. El documento recuerda inmediatamente a los cristianos que su disfrute más directo de los medios de salvación proviene “no de sus propios méritos, sino de la gracia de Cristo. Si fracasan en responder en pensamiento, palabra y obra a esa gracia, no sólo podrían no ser salvados, sino que podrían también ser severamente juzgados”.

### Respuesta a las críticas
Las críticas del documento se enfocaron en pasajes como el que establece que los cuerpos protestantes “no son Iglesias en sentido estricto” y que “sufren de defectos” y el que indica que las religiones no-cristianas son “gravemente deficientes”, mientras que le prestan menos atención a las afirmaciones positivas que las acompañan sobre ambos grupos. Algunos críticos cuestionaron el compromiso de la Iglesia con el ecumenismo.
En respuesta a esas críticas, el Papa Juan Pablo II —quien personalmente avaló, ratificó y confirmó Dominus Iesus— enfatizó el 2 de octubre del mismo año que este documento no dice que los no-cristianos estuvieran impedidos de la salvación: “Esta confesión no niega la salvación a los no-cristianos, pero apunta a su fuente última en Cristo, en quien se han unido el hombre y Dios”.
Juan Pablo II enfatizó más tarde, el 6 de diciembre, que la Iglesia se mantenía en la postura de Vaticano II de que la salvación estaba disponible para los creyentes de otros credos: 

"El Evangelio nos enseña que quienes viven acorde a las Bienaventuranzas —el pobre en espíritu, el puro de corazón, aquellos que llevan con amor los sufrimientos de la vida— entrarán al reino de Dios".

Y añadió: 

"Todos los que buscan a Dios con corazón sincero, incluyendo a quienes no conocen a Cristo y a su Iglesia, contribuyen bajo la influencia de la gracia a la construcción de su reino"

## Credo de Nicea y el filioque
El documento cita el Credo Niceno-constantinopolitano en su forma original, sin el Filioque, que se agregó al credo por el Tercer Concilio de Toledo en el año 589. En el documento, esa parte dice: “Creo en el Espíritu Santo… que procede del Padre”, o, en latín, “Credo in Spiritum Sanctum… qui ex Patre procedit”. La frase “y del Hijo” (en latín, “Filioque”) fue uno de los elementos que condujeron al Gran Cisma de 1054 que escindió la cristiandad calcedonia y que no ha sido subsanado. La Iglesia católica reconoce que la añadidura de “y del Hijo” a la fórmula griega del Credo sería errónea, debido al significado específico del verbo griego que es traducido como “procede”, pero sostiene que ambas formas del texto, con y sin el “Filioque”, son ortodoxas en otros lenguajes, donde “procede” puede representar también un verbo griego diferente, empleado por los Padres Griegos al decir que el Espíritu Santo “procede” (en ese sentido) del Hijo. La Iglesia Ortodoxa Oriental afirma que es ilícito agregar la frase, y también objeta su contenido, aunque tanto los católicos como los ortodoxos orientales están de acuerdo en que la fórmula “y a través del Hijo”, articulado en el Concilio de Florencia, está teológicamente libre de problemas.

## Respuesta de la Iglesia Ortodoxa Oriental
“‘Pero el punto del pasaje es que todas las comunidades de fe que bautizan en el nombre del Padre, del Hijo y del Espíritu Santo conducen a la salvación’, afirmó el Rev. John G. Panagiotou, canciller de la Diócesis Ortodoxa Griega de Pittsburgh, graduado de teología tanto católica como ortodoxa. ‘Afirma que la gracia se halla presente en todas esas comunidades confesionales. Habla de una unicidad en la tradición católica… pero no dice nada derogatorio’, señaló Panagiotou. ‘Creo que los medios han dado un gran rodeo en esto y lo han convertido en una polémica en lugar de explicar lo que el documento realmente dice’”.